# تکن ۳بعدی: نسخه نخست
تکن ۳بعدی: نسخه نخست (به انگلیسی: Tekken 3D: Prime Edition) یک بازی ویدئویی در سبک مبارزه‌ای از مجموعه بازی‌های تکن است، که در فوریه ۲۰۱۲ توسط شرکت باندای نامکو گیمز برای کنسول دستی نینتندو ۳دی‌اس منتشر شده‌است. این دومین بازی از این سری است که برای کنسول نینتندو بعد از تکن ادونس در سال ۲۰۰۱ منتشر می‌گردد. این بازی از قابلیت ۳بعدی دستی پشتیبانی می‌کند و حتی در مواقع اجرای ۳بعدی می‌تواند بازی را با ۶۰ فریم در ثانیه اجرا کند. اما در هنگام بازی به صورت بیسیم، قابلیت ۳بعدی آن غیرفعال می‌شود. بازی دارای ۴۰ شخصیت و دارای ۷۰۰ کارت‌های تکن برای جمع‌آوری است. همچنین فیلم پویانمایی سه‌بعدی تکن: انتقام خون در بسته بازی موجود می‌باشد.